# جوزف داوبن

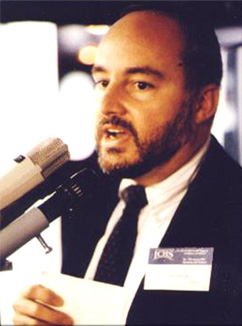
جوزف وارن داوبن، تاریخ‌نگار آمریکایی - ۱۹۸۹

جوزف وارن داوبن (به انگلیسی: Joseph Warren Dauben) (زادهٔ ۲۹ دسامبر ۱۹۴۴ در سنتامونیکا) تاریخ‌نگار ریاضیات اهل ایالات متحده آمریکا است.

## زندگی و کارنامه
او در دانشگاه هاروارد و در نزد دیرک استرویک دکترای تاریخ ریاضی خود را با تزی با نام «پرورش آغارین نطریه مجموعه کانتوری» به‌دست آورد و سپس تا سال ۱۹۷۲ در همانجا به تدریس سرگرم بود و پس از آن به کالج لمان در نیویورک رفت و در سال ۱۹۷۷ در همانجا به درجه استادی تمام رسید. او همچنین استاد مهمان در دانشگاه نیویورک، کالج اوبرلین و دانشگاه کلمبیا و در سال ۱۹۷۸ عضو موسسه پژوهشهای پیشرفته بوده است. وی از سال ۱۹۷۸ به مدت ۱۰ سال ویراستار مجله هیستوریا ماتماتیکا و نیز رئیس کمیته جهانی تاریخ ریاضیات بود. وی همچنین دارای عضویت گوگنهایم بوده است.
داوبن پژوهشهایی درباره چارلز پیرس، گئورگ کانتور و آبراهام رابینسون و همچنین درباره تاریخ ریاضیات در چین کرده است. در سال ۱۹۹۸ او به عنوان سخنران مدعو در کنگره جهانی ریاضیدانان در برلین با موضوع «مارکس، مائو و ریاضیات: سیاست بینهایت کوچک ها» سخنرانی کرد. او در سال ۲۰۱۲ جایزه آلبرت لئون وایتمن را دریافت نمود.

## آثار
- Abraham Robinson, The Creation of Nonstandard Analysis: A Personal and Mathematical Odyssey (Princeton, N.J.: Princeton University Press, 1995).
- Georg Cantor, His Mathematics and Philosophy of the Infinite (Cambridge, Mass.: Harvard University Press, 1979; rep. Princeton, N.J.: Princeton University Press, 1989).
- "La Matematica," in W. Shea ed., Storia delle Scienze. LeScienze Fisiche e Astronomiche (Milano: Banca Populare di Milan, 1991, and Einaudi, 1992) pp. 258–280
- Abraham Robinson and Nonstandard Analysis: History, Philosophy, and Foundations of Mathematics. In William Aspray and Philip Kitcher, eds. History and philosophy of modern mathematics (Minneapolis, MN, 1985), 177–200, Minnesota Stud. Philos. Sci., XI, Univ. Minnesota Press, Minneapolis, MN, 1988.